# Gourbeyrella romanowskii
Gourbeyrella romanowskii là một loài bọ cánh cứng trong họ Cerambycidae.